# Aleksander Bajt
Aleksander Bajt, slovenski ekonomist, predavatelj in akademik, * 27. februar 1921, Ljubljana, † 24. februar 2000, Ljubljana.
Bajt je deloval kot redni profesor za politično ekonomijo Pravne fakultete Univerze v Ljubljani. Ustanovil je Ekonomski inštitut Pravne fakultete in ga 30 let (1963 - 1993) vodil kot predstojnik. Od 1981 je bil dopisni (izredni), od 1987 pa redni član Slovenske akademije znanosti in umetnosti (SAZU). Med letoma 1988 in 1995 je bil načelnik oddelka za družbene vede v I. razredu SAZU in med letoma 1991 in 1995 obenem še tajnik I. razreda SAZU. Postal je tudi zaslužni profesor (1991) in častni doktor (1998) ljubljanske univerze.